# 15618 Lorifritz
A 15618 Lorifritz (ideiglenes jelöléssel 2000 HF11) a Naprendszer kisbolygóövében található aszteroida. A LINEAR projekt keretében fedezték fel 2000. április 27-én.